# Ora Baleimao
Dieser Artikel wurde auf der  Qualitätssicherungsseite des Portals Auto und Motorrad eingetragen. 
Bitte hilf mit, ihn zu verbessern, und beteilige dich an der Diskussion. (+)
Der Ora Baleimao (chinesisch 欧拉芭蕾猫, Pinyin Ōulā bālěi māo) oder Ora Ballet Cat ist ein batterieelektrisches Pkw-Modell mit Schrägheck, der vom chinesischen Autohersteller Great Wall Motor hergestellt und unter der Marke Ora verkauft wird.

## Modellgeschichte
Das dem Ora Baleimao ähnliche Ora Punk Cat Konzept wurde zusammen mit dem Ora Shandianmao auf der Auto Shanghai am 21. April 2021 vorgestellt. Die Form des Punk-Cat-Konzept ist umstritten, da das Fahrzeug stark an den VW Käfer (Typ 1) erinnert. Dieses Design ließ sich Great Wall Motor in der Europäischen Union patentrechtlich schützen.
Im August 2021 wurde eine leicht überarbeitete Variante des Punk Cat, der Baleimao, als Serienversion vorgestellt. Ora nannte Frauen als Zielgruppe, was unter anderem durch die Namensgebung und die Zweifarben-Lackierungen in Rosa und „Babyblau“ ausgedrückt wird. Der deutsche Ora-Importeur Emil Frey sieht bislang von der Einfuhr nach Deutschland ab.

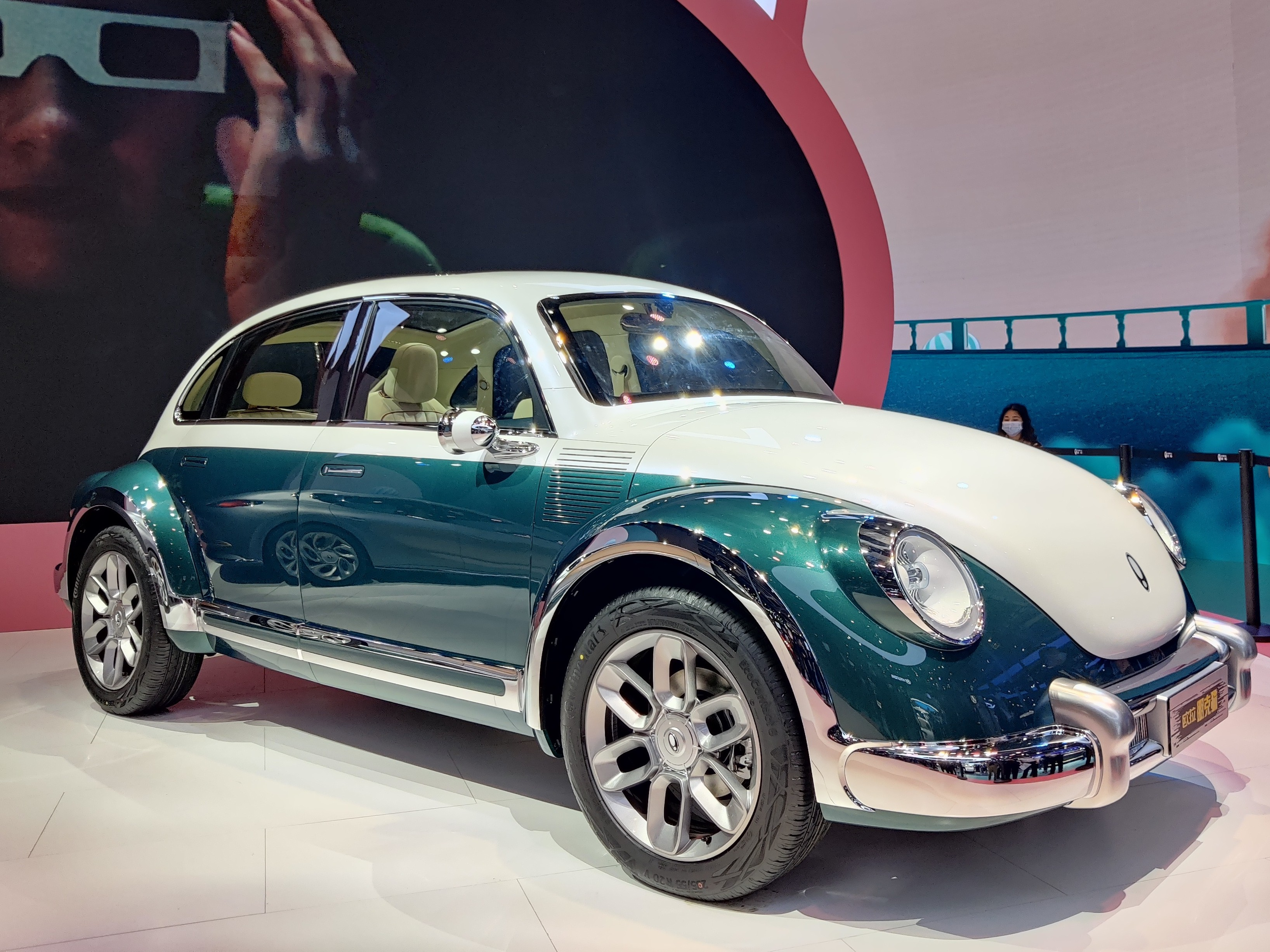
Ora Punk Cat Konzept
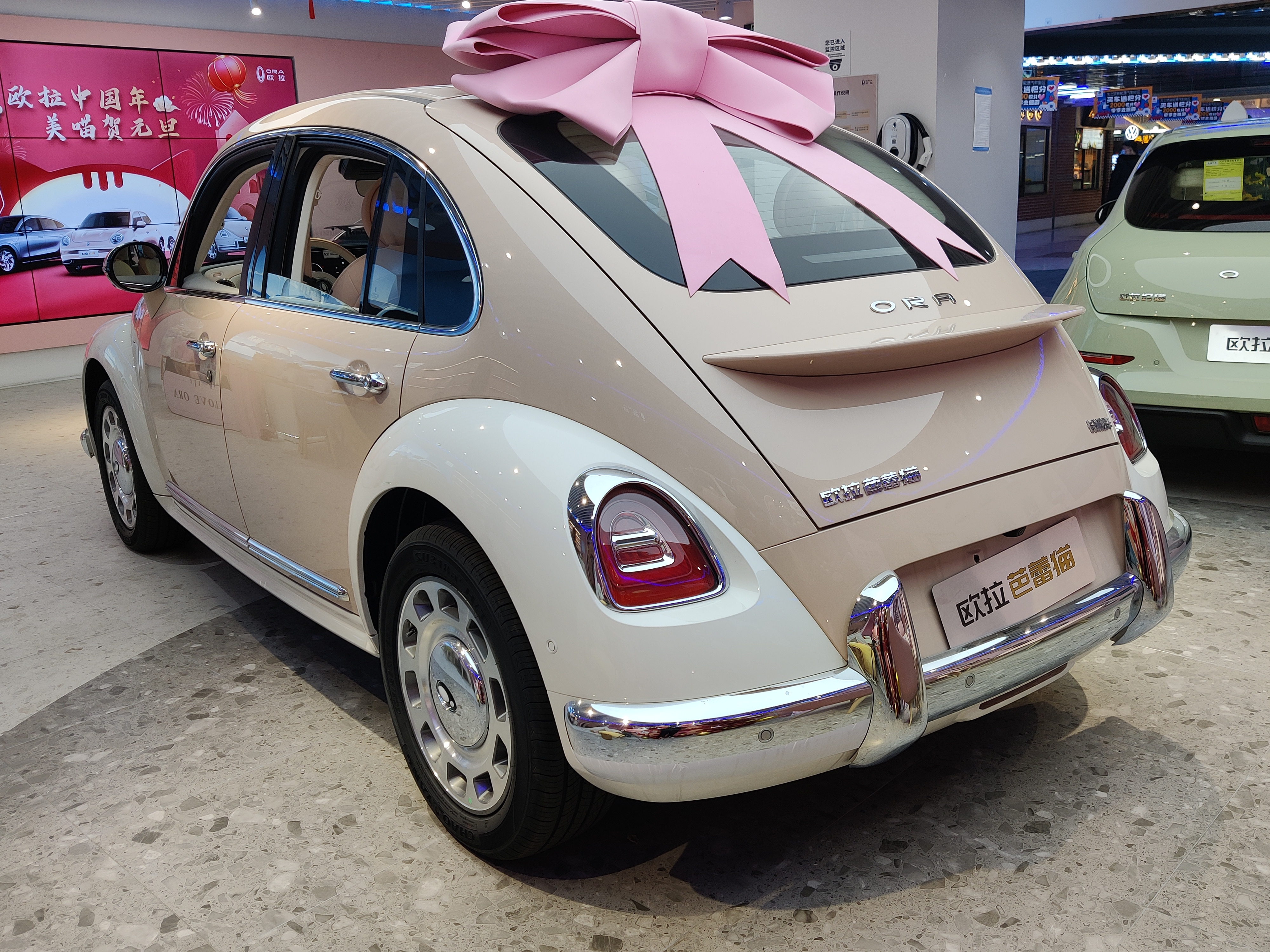
Ora Baleimao, Heckansicht

## Technik
Der Ora Baleimao ist mit einem 126 kW (171 PS) starken Motor an der Vorderachse ausgestattet. Die Höchstgeschwindigkeit ist auf 155 km/h begrenzt. Der Wagen ist mit einem Lithium-Eisen-Phosphat-Akkumulator (LFP) mit 49,9 kWh Kapazität und einer CLTC-Reichweite von 401 km oder einer LFP-Batterie mit 60,5 kWh und einer CLTC-Reichweite von 500 km erhältlich.

## Ausstattungsvarianten
Der Ora Baleimao wird in vier Ausstattungsvarianten angeboten. Die Einstiegsversion heißt „Alice“. Sie hat eine 49,9-kWh-Batterie mit einer CLTC-Reichweite von 401 km. Darüber hinaus ist das autonome Fahrsystem Ora-Pilot L2 mit ACC zum Preis von 193.000 Renminbi serienmäßig. Die mittlere Ausstattungsstufe heißt „Nussknacker“ und kostet 203.000 RMB. Sie bietet mit der gleichen 49,9-kWh-Batterie zusätzlich beheizbare Vordersitze und ein Selbstparksystem. Die etwas höher angesetzte Ausstattungsvariante „Schlafende Schönheit“ für 213.000 RMB hat eine 60,5-kWh-Batterie, die eine CLTC-Reichweite von 500 km ermöglicht, verfügt aber nicht über Sitzheizung und ein Selbstparksystem. Die höchste Ausstattungsvariante des Ora Baleimao heißt „Schwanensee“. Die Schwanensee-Edition ist mit einer 60,5-kWh-Batterie und für 223.000 RMB mit allen Wahlmöglichkeiten ausgestattet.